# 남극암치속
남극암치속은 남극해와 남극 주변에 서식하는 대구빙어에 속한 속이다. 이 물고기는 쾌적하지 않은 서식지에서 번창할 수 있도록 혈액에 함유된 부동 단백질, 열손실을 줄이고 부레의 부재를 벌충하기 위한 풍만한 지방 등의 몇 가지 적응을 해왔다.

## 하위 종

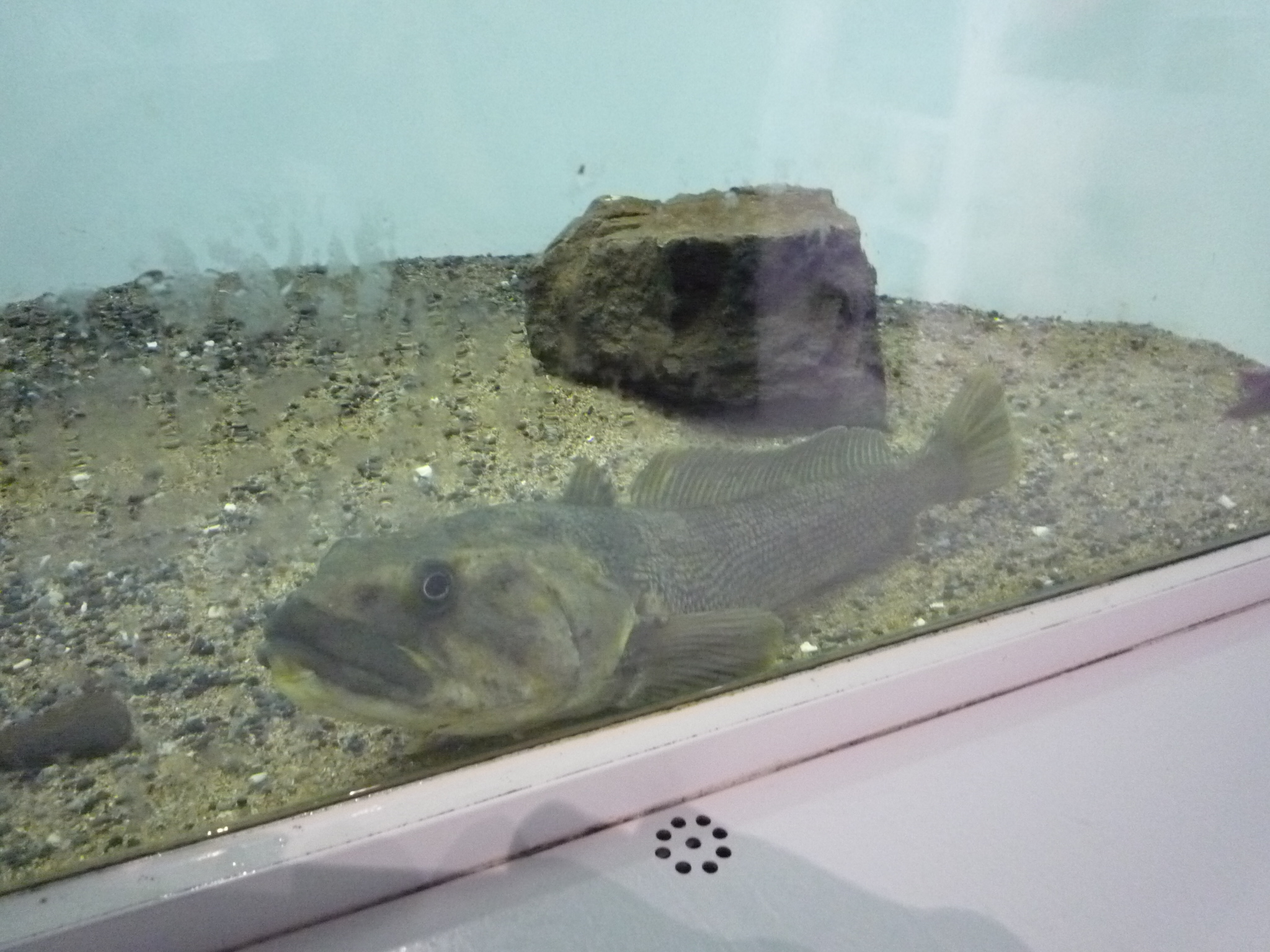
남극암치

현재 이 속에 속하는 것으로 확인된 일곱 개의 종이 존재한다:
- Notothenia angustata F. W. 허턴, 1875 (마오리족장암치)
- Notothenia coriiceps J. 리차드슨, 1844 (검은암치)
- Notothenia cyanobrancha J. 리차드슨, 1844 (푸른암치)
- Notothenia microlepidota F. W. 허턴, 1875 (검은대구)
- Notothenia neglecta Nybelin, 1951 (옐로밸리암치)
- Notothenia rossii J. 리차드슨, 1844 (대리석무늬암치)
- Notothenia trigramma 리건, 1913